# L'inafferrabile invincibile Mr. Invisibile
L'inafferrabile invincibile Mr. Invisibile è un film del 1970 diretto da Antonio Margheriti.

## Trama
Peter, strampalato scienziato, si inietta per sbaglio una pozione capace di rendere invisibile.
Nel mentre, una banda di ricattatori trafuga un pericoloso virus da un laboratorio e minaccia di sprigionarlo.
L'uomo usa, pertanto, i suoi nuovi superpoteri per sconfiggere i malviventi e riportare la pace.

## Produzione
Il protagonista è la star Dean Jones, famoso per aver recitato nel cult Un Maggiolino tutto matto.
Alcune scene sono state girate nel museo Cerralbo di Madrid.
È l'unico film scritto dalla attrice Laura Rocca.

## Distribuzione
Il lungometraggio ottenne un discreto successo di botteghino. Il distributore principale, tuttavia, si ritirò dal progetto e Margheriti, produttore esecutivo, andò in perdita, rimettendoci centinaia di milioni di lire.
È stato, successivamente, riproposto in Italia soltanto in formato VHS. È circolata anche una versione DVD per il mercato americano.

## Accoglienza
Il dizionario Fantafilm reputa l'opera di Margheriti come «un'incursione nella commedia fantastica che cerca di imitare lo stile brillante delle avventure Disney».
Paolo Mereghetti sottolinea come siano «discreti gli effetti ma le trovate umoristiche risapute».
La rivista Nocturno, nel settembre del 2015, ha dedicato un articolo intero al film.